# Đới Lăng
Đới Lăng (giản thể: 戴陵; phồn thể: 戴淩; bính âm: Dai Ling; ? – 231?), không rõ tên tự, là tướng lĩnh Tào Ngụy thời Tam Quốc trong lịch sử Trung Quốc.

## Cuộc đời
Đới Lăng, không rõ quê quán, giữ chức Trường Thủy Hiệu úy cuối thời Hán Hiến Đế.
Năm 220, Đới Lăng cùng Hạ Hầu Đôn, Tào Nhân, Đặng Triển, Lưu Nhược, Vương Trung và nhiều tướng lĩnh khác dâng thư ủng hộ Tào Phi xưng đế, soán vị nhà Hán.
Tào Phi vốn đam mê săn bắn, kể cả sau khi đăng cơ cũng không hạn chế sở thích này. Cùng năm, Đới Lăng góp lời khuyên can. Tào Phi nổi giận, phán Lăng hình phạt chỉ nhẹ hơn tử hình một bậc. Không lâu sau, Đới Lăng được phục chức.
Năm 231, thừa tướng Quý Hán Gia Cát Lượng xuất quân bắc phạt, bao vây trại Kỳ Sơn. Tào Duệ bổ nhiệm Tư Mã Ý làm Đô đốc, thống lĩnh Trương Cáp, Phí Diệu, Đới Lăng, Quách Hoài chống trả. Đới Lăng giữ chức Chinh Thục Hộ quân, cùng Phí Diệu dẫn 4.000 tinh binh đến đóng giữ Thượng Khuê.
Trong chiến dịch bắc phạt năm 231, Gia Cát Lượng lần lượt đánh tan quân Ngụy do Quách Hoài, Phí Diệu chỉ huy ở Thượng Khuê, sau đó lại đại phá Tư Mã Ý ở Lỗ Thành, bắn chết Trương Cáp tại Mộc Môn. Có khả năng Đới Lăng chiến tử.

## Trong văn hóa
Trong tiểu thuyết Tam quốc diễn nghĩa, Đới Lăng xuất hiện ở hồi 99, là phó tướng của Trương Cáp. Năm 230, Gia Cát Lượng bắc phạt, Tư Mã Ý lấy Trương Cáp làm tiên phong, cùng Đới Lăng dẫn quân tới bờ sông Vị Thủy hạ trại. Quân Ngụy trúng kế nghi binh, để quân Hán chiếm được hại quận Vũ Đô, Âm Bình. Tư Mã Ý bèn phái Trương Cáp, Đới Lăng chia quân hai đường, đánh úp mặt sau doanh trại của quân Thục Hán, tạo cơ hội để Tư Mã Ý đánh trực diện.
Đến canh ba, Cáp, Lăng hội quân, thì bị Gia Cát Lượng phá kế, đổ quân bao vây. Trương Cáp anh dũng phá vây, quay lại cứu Đới Lăng. Khi hai tướng về trại, thuật lại sự việc với Tư Mã Ý. Ý sợ hãi, không dám cho quân ra khỏi trại.
Ngày sau, Gia Cát Lượng lui quân, Trương Cáp, Đới Lăng dẫn mười phó tướng, ba vạn tinh binh truy kích. Gia Cát được tình báo, cho quân mai phục. Cáp, Lăng ban đầu đánh thẳng vào trại, đẩy lui Mã Trung, Trương Dực, Ngô Ý, Ngô Ban, được 50 dặm thì gặp phục binh của Quan Hưng, hội quân với Mã Trung đánh lại. Hai tướng giữ vững trận hình, thì gặp Vương Bình, Trương Dực trong hang núi đánh ra. Bình chặn đánh Trương Cáp, Dực thì ngăn cản cứu binh của Tư Mã Ý. Quân Tư Mã Ý đang thắng thế, thì Khương Duy, Liêu Hóa đi đường vòng cướp trại. Quân Ngụy đại bại, Trương Cáp, Đới Lăng chạy vào trong núi.
Gia Cát Lượng lui về Hán Trung dưỡng bệnh, năm sau lại xuất quân. Quân Ngụy thất thế, Tư Mã Ý bèn cùng Gia Cát Lượng đấu trận, sai Đới Lăng, Trương Hổ, Nhạc Lâm dẫn quân phá trận. Ba tướng bị bắt nhưng lại được thả về.